# Pál Királyhegyi
Dans le nom hongrois Királyhegyi Pál, le nom de famille précède le prénom, mais cet article utilise l’ordre habituel en français Pál Királyhegyi, où le prénom précède le nom.
Pál Királyhegyi (né le 27 décembre 1900 à Budapest et mort le 7 août 1981 dans la même ville) est un écrivain, journaliste, scénariste et humoriste hongrois.

## Biographie
Il naît à Budapest. Après la République des conseils de Hongrie, il émigre aux États-Unis. Il y est journaliste dans des journaux hongrois, puis scénariste à Hollywood. De retour en Hongrie, il travaille au Pesti Napló. En 1944, il est déporté au camp d'Auschwitz. Királyhegyi survit à la guerre, et après le régime de Rákosi, il continue à publier. Il meurt en 1981.